# Утямиш Ґерай
Утямиш Ґерай (1546 — 21 червня 1566) — 13-й казанський хан у 1549—1551 роках.

## Життєпис
Молодший син Сафа Ґерая, казанського хана, й Сююмбіке (доньки Юсуфа, бія Ногайської орди). Народився 1546 року в Казані. Після раптової смерті батька 1549 року внаслідок інтриг ногайської знаті став новим казанським ханом. Втім фактично керувала його мати.
У цей час тривала війна з Московським царством. Того ж року внаслідок двох московських походів казанське військо зазнало відчутних поразок. Внаслідок цього казанська знать на чолі з огланом Худай-кулом і беєм Нур-Алі Ширіном повстало й змусило кримських татар залишити Казань. За цим почала перемовини з царем Іваном IV. Зрештою погоджено відсторонити Утямиш Ґерая від влади. Трон перейшов до касимовського хана Шах-Алі, який одружився з Сююмбіке. Невдовзі колишнього хана було відправлено до Москви, де було хрещено під ім'ям Олександр в Чудівському монастирі.
Ймовірно опинився серед власне царських вояків, оскільки 1563 року в складі «государева» полка брав участь в облозі й захопленні Полоцька. Помер 1566 року. Поховано в соборі Архістратига Михайла у Москві.